# Muhammad IX. (Granada)

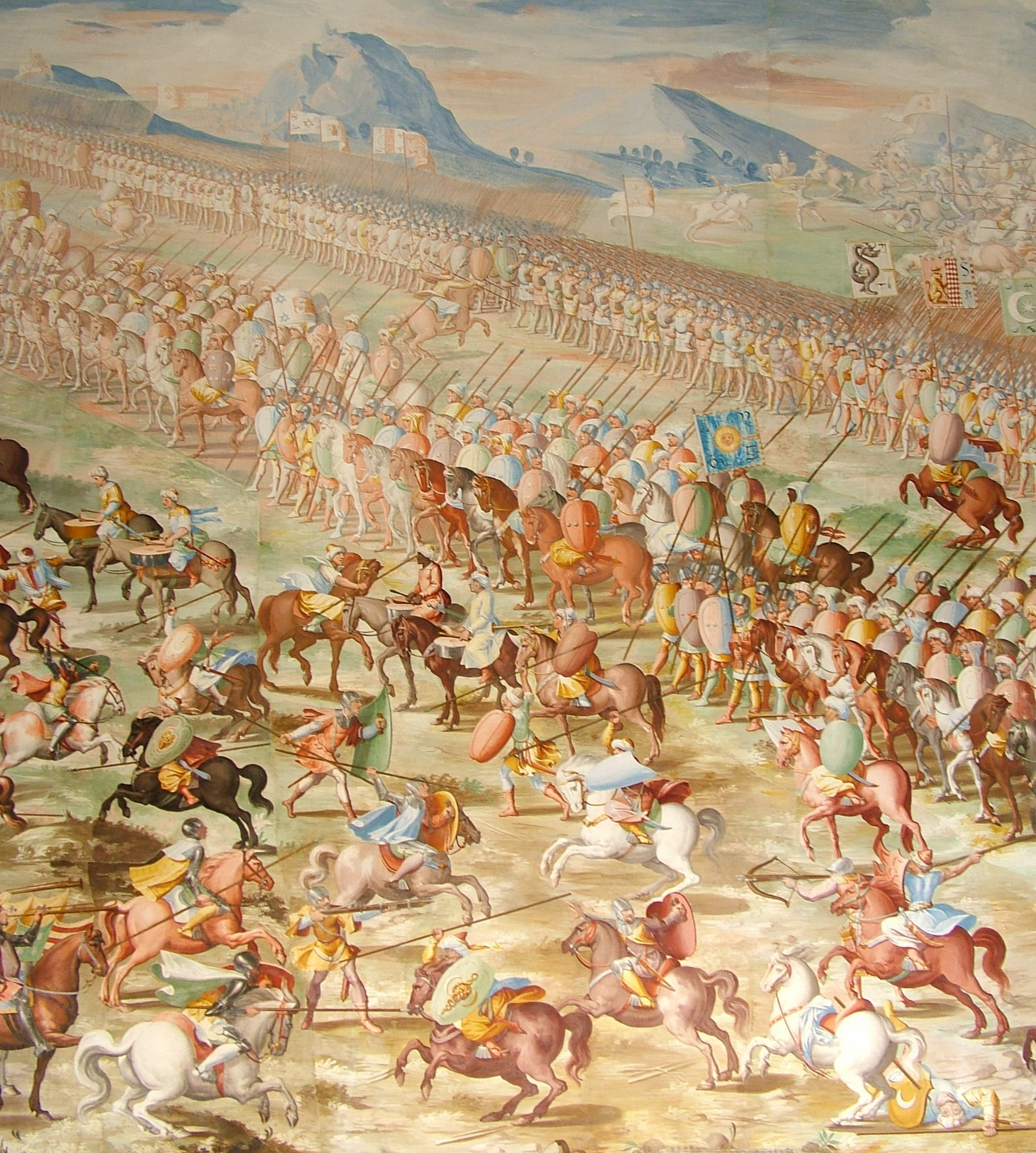
Schlacht von La Higueruela, Gemälde im Schlachtensaal des Escorial (16. Jahrhundert).

Muhammad IX. genannt auf Arabisch al-Aysar, auf Spanisch el Zurdo „der Linkshändige“ (* um 1384 in Granada; † Juli 1453 ebenda) war Emir von Granada (1419–1427, 1430–1431, 1432–1445, 1448–1453).
Muhammad IX. kam als Enkel von Muhammad V. nach dem Sturz von Muhammad VIII. auf den Thron von Granada. Unter ihm dauerten Machtkämpfe zwischen den Sippen der Abencerrajes/Banu Sarraj und der Banigash an. Auch wenn sich Muhammad IX. auf die mächtigste Sippe im Reich stützte, konnte er seine Herrschaft nicht dauerhaft festigen. 
So wurde er zwischen 1427 und 1429 von seinem Vorgänger Muhammad VIII. aus Granada vertrieben, konnte aber den Thron mit Unterstützung von Kastilien und der Hafsiden zurückerobern. Da sich Muhammad IX. nun mit Aragon gegen Kastilien verbündete, griff dieses 1431 Granada an und konnte Muhammad IX. am 1. Juli in der Schlacht von La Higueruela besiegen. Dadurch errang mit Yusuf IV. ein weiterer Kandidat Kastiliens die Herrschaft in Granada, doch fiel dieser schon 1432 einem Mordanschlag zum Opfer. Muhammad IX. führte den Krieg gegen Kastilien fort, bis 1439 ein Waffenstillstand erreicht werden konnte.
Zwischen 1445 und 1447 wurde er allerdings erneut durch andere Nasriden (Muhammad X. und Yusuf V.) von der Macht verdrängt. Während seiner vierten Regierung versuchte Muhammad IX. durch eine Gewaltherrschaft seine Gegner zu unterdrücken. Da Kastilien durch interne Machtkämpfe geschwächt war, konnte er durch die Eroberung einiger Festungen im Grenzgebiet zu Kastilien größere Erfolge verbuchen. Nachfolger von Muhammad IX., zu dessen Töchtern Aixa gehörte, wurde Muhammad XI.